# Chefen vet bäst!
Chefen vet bäst! (originaltitel The Brittas Empire) är en brittisk sitcom som sändes i sju säsonger mellan 1991 och 1997. Den första säsongen sändes i SVT2 oktober – november 1991. Serien handlar om den välmenande men inkompetente Gordon Brittas, som förestår en spa- och gymanläggning.